# Лудвиг Густав фон Хоенлое-Валденбург-Шилингсфюрст
Лудвиг Густав фон Хоенлое-Валденбург-Шилингсфюрст (на немски: Ludwig Gustav von Hohenlohe-Waldenburg-Schillingsfurst; * 8 юни 1634; † 21 февруари 1697, Франкфурт на Майн) е граф на Хоенлое-Валденбург-Шилингсфюрст (1635 – 1697).

## Биография
Той е най-малкият син на Георг Фридрих II фон Хоенлое-Шилингсфюрст (1595 – 1635), граф на Хоенлое-Валденбург в Шилингсфюрст и Глайхен, и съпругата му Доротея София фон Золмс-Хоензолмс (1595 – 1660), дъщеря на граф Херман Адолф фон Золмс-Хоензолмс (1545 -1613) и съпругата му графиня Анна София фон Мансфелд-Хинтерорт (1562 – 1601). Брат е на Мориц Фридрих фон Хоенлое-Бартенщайн (1621 – 1646), Георг Адолф фон Хоенлое-Бартенщайн (1623 – 1656), Вилхелм Хайнрих фон Хоенлое-Бартенщайн-Вартенбург (1624 – 1656), Крафт фон Хоенлое-Бартенщайн (1626 – 1644), граф Кристиан фон Хоенлое-Валденбург-Бартенщайн (1627 – 1675), Йоахим Албрехт фон Хоенлое-Бартенщайн (1628 – 1656), граф Ернст Ото фон Хоенлое-Бартенщайн (1631 – 1664) и на граф Лудвиг Аксел фон Хоенлое-Бартенщайн-Шилингсфюрст (1633 – 1633).
Когато през 1635 г. баща му граф Георг Фридрих умира, майка му управлява заедно със синовете си фамилната собственост до нейната смърт през 1660 г. След това братята не разделят страната.
След смъртта на брат му Христиан през 1675 г. Лудвиг Густав поема със снаха си Луция фон Хатцфелд до 1686 г. опекунството на племенника си граф Филип Карл (1668 – 1729).
Лудвиг Густав граф фон Хоенлое-Валденбург-Шилингсфюрст умира на 21 февруари 1697 г. на 62 години във Франкфурт на Майн. През 1688 г. наследството е разделено на Хоенлое-Валденбург-Бартенщайн и Хоенлое-Валденбург-Шилингсфюрст.

## Фамилия
Първи брак: на 18 февруари 1658 г. в Халтенбергщетен с графиня Мария Елеанора фон Хатцфелд (* 1632; † 13 юни 1667), дъщеря на граф Херман фон Хатцфелд-Глайхен, господар на Вилденбург, Корторф, Халтенберг, Щетен-Розенберг (1603 – 1673) и Мария Катарина Кемерер фон Вормс († 1676). Нейната сестра Луция фон Хатцфелд е омъжена на 10 февруари 1658 г. за брат му Кристиан. Лудвиг Густав и Мария Елеанора имат децата:
- Фридрих Херман (1658 – 1675)
- Шарлота София (* 1660)
- Карл Вилхелм (*/† 1661)
- Хайнрих Мориц (1662 – 1662)
- Филип Ернст (1663 – 1759), граф на фон Хоенлое-Валденбург-Шилингсфюрст, женен I. на 22 юни 1701 г. във Вилхермсдорф за фрайин Франциска Барбара фон Велц-Еберщайн (1660 – 1718), II. годеж на 28 декември 1718 г. във Валерщайн, женитба на 6 януари 1719 г. във Валерщайн за графиня Мария Анна Елеонора София фон Йотинген-Валерщайн (1680 – 1749)
- Фридерика Мария Христиана (1666 – 1683)
- Христиан Лудвиг (1667 – 1668)

Втори брак: на 15 (17) юли 1668 г. в Майнц с Анна Барбара фон Шьонборн (* 18 декември 1648; † 6 март 1721), дъщеря на фрайхер Филип Ервайн фон Шьонборн (1607 – 4 ноември 1668) и Мария Урсула фон Грайфенклау (1612 – 1682). Те имат децата:
- Йохан Филип (1669 – 1693)
- Мария Анна (1670 – 1672)
- Анна Лудовика (1671 – 1719)
- София Мария Анна (1673 – 1698), омъжена на 17 август 1698 г. в Бартенщайн за граф Филип Карл фон Хоенлое-Бартенщайн (1668 – 1729), син на чичо му Кристиан фон Хоенлое-Бартенщайн и Глайхен и Луция фон Хатцфелд
- Мария Анна Тереза (1674 – 1721)
- Анна Августа (1675 – 1711), омъжена на 21 ноември 1703 г. във Франкфурт на Майн за 1. княз Евгений Александер фон Турн и Таксис, генерален-постмайстор на империята (1652 – 1714)
- Мария Анна Йозефа (1678 – 1729), омъжена 1698 г. за княз Вилхелм Хиацинт фон Насау-Зиген-Диленбург (1666 – 1743)
- Елеонора Мария Анна Каролина (1687 – 1755), канонеса в Торн, Маас (1740)